# Смітвілл (округ Атлантик, Нью-Джерсі)
Смітвілл (англ. Smithville) — переписна місцевість (CDP) в США, в окрузі Атлантик штату Нью-Джерсі. Населення — 9754 особи (2020).

## Географія
Смітвілл розташований за координатами 39°29′42″ пн. ш. 74°28′43″ зх. д. / 39.49500° пн. ш. 74.47861° зх. д. (39.494939, -74.478633).  За даними Бюро перепису населення США в 2010 році переписна місцевість мала площу 13,09 км², з яких 12,95 км² — суходіл та 0,14 км² — водойми.

## Демографія
Згідно з переписом 2010 року, у переписній місцевості мешкали 7242 особи в 3282 домогосподарствах у складі 2084 родин. Густота населення становила 553 особи/км².  Було 3548 помешкань (271/км²).
Расовий склад населення:
| - 77,5 % — білих - 10,4 % — чорних або афроамериканців - 7,7 % — азіатів - 0,1 % — корінних американців - 2,1 % — осіб інших рас |

До двох чи більше рас належало 2,2 %. Частка іспаномовних становила 8,0 % від усіх жителів.
За віковим діапазоном населення розподілялося таким чином: 16,8 % — особи молодші 18 років, 57,6 % — особи у віці 18—64 років, 25,6 % — особи у віці 65 років та старші. Медіана віку мешканця становила 48,6 року. На 100 осіб жіночої статі у переписній місцевості припадало 85,3 чоловіків;  на 100 жінок у віці від 18 років та старших — 83,3 чоловіків також старших 18 років.
Середній дохід на одне домашнє господарство  становив 65 806 доларів США (медіана — 54 434), а середній дохід на одну сім'ю — 76 312 долари (медіана — 59 851). Медіана доходів становила 49 398 доларів для чоловіків та 47 621 долар для жінок. За межею бідності перебувало 6,3 % осіб, у тому числі 5,4 % дітей у віці до 18 років та 5,9 % осіб у віці 65 років та старших.
Цивільне працевлаштоване населення становило 3163 особи. Основні галузі зайнятості: мистецтво, розваги та відпочинок — 27,2 %, освіта, охорона здоров'я та соціальна допомога — 26,6 %, науковці, спеціалісти, менеджери — 10,3 %, роздрібна торгівля — 10,2 %.